# Aphnaeus latipicta
Aphnaeus latipicta är en fjärilsart som beskrevs av Hans Fruhstorfer 1912. Aphnaeus latipicta ingår i släktet Aphnaeus och familjen juvelvingar. Inga underarter finns listade i Catalogue of Life.